# Mezőkövesd-Mocsolyás
Mezőkövesd-Mocsolyás ist eine Siedlung der Alföld-Linearkeramik bei Mezőkövesd im nördlichen Ungarn. Sie wurde im Zuge von Rettungsgrabungen aus der Trasse der Autobahn M3 ausgegraben und gehört der Szatmár-Phase an.

## Befunde
Auf einer kleinen Insel in der Marsch lagen die Reste dreier verbrannter Häuser, die nur durch Hüttenlehm angezeigt werden, Pfostenlöcher fehlen fast völlig. Die Häuser maßen 7 × 12 und 9 × 12 m. Zur Siedlung gehörte auch ein Brunnen.

## Funde
In den Häusern wurden Keramik, Webgewichte, Mahl- und Reibsteine, Geräte aus Obsidian und Knochen gefunden. Die Keramik ist teilweise bemalt oder mit Schlicker (Barbotine) verziert. Tonaltäre, ein Tonhorn und menschliche Figurinen können rituelle Aktivitäten anzeigen. Die Figurinen haben meist dreieckige Gesichter und tragen teilweise die Reste roter Bemalung. Die sogenannten Zentaurenfiguren. haben Parallelen in Füzesabony-Gubakút. Hier fehlen allerdings die Ösen, stattdessen haben einige Figuren Henkel. Spatulae mit Ärmchen aus Rinderrippen sind häufig und haben Parallelen in der Vinča-Kultur sowie in der ältesten LBK.

## Bestattungen
Südöstlich der Häuser lag ein Halbkreis von 25 Bestattungen. Die Hockerbestattungen waren meist nach Südosten orientiert. Unter den Grabbeigaben fanden sich Spondylusperlen und Keramik sowie die Nachahmung einer Spondylusperle aus Ton.
Im Rahmen des AHRC-geförderten Isotopen-Projekts von Alasdair Whittle und Penny Bickle wurden Proben aus den Zähnen von 13 Individuen genommen, elf Erwachsene und zwei Jugendliche. Die meisten Bestatteten zeigten eine lokale Sr-Signatur.